# Incertella insularis
Incertella insularis är en tvåvingeart som först beskrevs av Malloch 1914.  Incertella insularis ingår i släktet Incertella och familjen fritflugor. Inga underarter finns listade i Catalogue of Life.